# Заханауа
Заханауа (рум. Zahanaua) — село у повіті Прахова в Румунії. Входить до складу комуни Тиргшору-Векі.
Село розташоване на відстані 50 км на північ від Бухареста, 10 км на південний захід від Плоєшті, 90 км на південь від Брашова.

## Населення
За даними перепису населення 2002 року у селі проживали 197 осіб, з них 196 осіб (99,5%) румунів. Рідною мовою 196 осіб (99,5%) назвали румунську.